# Xavier Naidoo
Xavier Naidoo, född den 2 oktober 1971 i Mannheim, är en tysk soul- och R&B-sångare. Han är även grundare och medlem i gruppen Söhne Mannheims.[källa behövs]